# 9622 Terryjones
9622 Terryjones là một tiểu hành tinh vành đai chính ở vành đai tiểu hành tinh giữa Sao Hỏa và Sao Mộc.